# 塩化カルシウム管

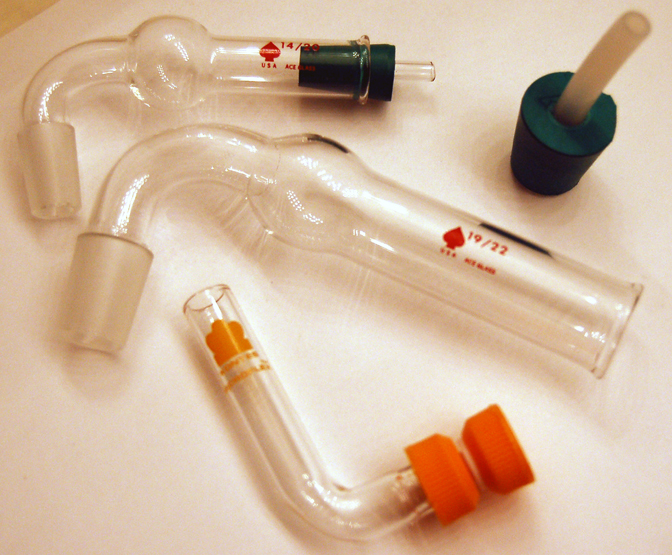
塩化カルシウム管

塩化カルシウム管（えんかカルシウムかん）とは、化学実験に使うガラス製の器具の一種で、塩化カルシウムなどの乾燥剤を入れ気体の乾燥に使う。空気中の湿気の侵入を防ぐ目的で、有機反応の反応容器などに取り付けられる。単にカルシウム管とも呼ばれる。
直管型、L字型など、実験装置に応じていくつかの形の塩化カルシウム管が市販されている。塩類の電気分解などに用いられるU字管も、塩化カルシウム管として使うことがある。また、一部が球状に膨らんでいるものもある。
酸の蒸気を防ぐ場合には水酸化カリウムを詰める。